# Pietro Masturzo
Pietro Masturzo (Napoli, 1980) è un fotografo italiano.

## Biografia
Dopo aver ottenuto la laurea in Relazioni internazionali presso l'Università degli Studi di Napoli Federico II, Masturzo si trasferisce a vivere a Roma per approfondire lo studio della fotografia.
Dal 2007 inizia a lavorare come fotografo professionista con diverse agenzie di fotogiornalismo (Kairos Factory), pubblicando i suoi lavori sulle più importanti testate giornalistiche italiane.
In anni recenti Pietro Masturzo lavora su un progetto a lungo termine relativo alle questioni territoriali irrisolte nella regione del Caucaso. La sua fotografia scattata in Iran il 24 giugno 2009 "Sui tetti di Teheran" è stato premiata con il World Press Photo of the Year 2009 ed il 1º premio nella categoria People in the News. Parlando della fotografia Masturzo ha dichiarato:
(Pietro Masturzo)